# رومولو ماركيز ماسيدو
رومولو ماركيز ماسيدو (بالبرتغالية: Rômulo Marques Macedo) هو لاعب كرة قدم برازيلي في مركز الوسط، ولد في 3 أبريل 1980 في Bom Jesus do Itabapoana ‏ في البرازيل. لعب مع بترو إتليتيكو وجيجو يونايتد ونادي بريميرو دي أغوستو ونادي بوسان أي بارك ونادي كريسيوما ونادي هينان جيانيي.

## وصلات خارجية
- رومولو ماركيز ماسيدو على موقع دوري كوريا الجنوبية (الإنجليزية)
- رومولو ماركيز ماسيدو على موقع قاعدة بيانات كرة القدم.إي يو (الإنجليزية)